# Niederwaldkirchen
Niederwaldkirchen är en ort och kommun i Österrike. Den ligger i distriktet Rohrbach i förbundslandet Oberösterreich, 170 kilometer väster om huvudstaden Wien. 
Kommunen består av tolv orter (Ortschaften) (inom parentes invånarantal 1 januari 2024):

- Allersdorf (178)
- Baumgartsau (106)
- Drautendorf (275)
- Erdmannsdorf (67)
- Koth (31)
- Niederwaldkirchen (712)
- Schindlberg (71)
- Steinbach (129)
- Uttendorf (108)
- Witzersdorf (62)
- Wolkersdorf (62)
- Zeißendorf (72)